# ماكس دين لارسن
ماكس دين لارسن (بالألمانية: Max Deen Larsen)‏ هو مدير مواهب نمساوي، ولد في 6 مارس 1943 في ريتشفيلد في الولايات المتحدة، وتوفي في 12 يناير 2018.